# Bugatti Centodieci
La Bugatti Centodieci è un'auto supersportiva a motore centrale sviluppata e prodotta dalla casa automobilistica francese Bugatti Automobiles in soli 10 esemplari fino al dicembre 2022.

## Specifiche
La vettura prende il nome dalla Bugatti EB110, prodotta agli inizi degli anni 90 ed è stata realizzata per rendere omaggio ai 110 anni dalla fondazione dell'azienda Automobiles Ettore Bugatti.
Presentata in anteprima nella ex fabbrica Bugatti Automobili di Campogalliano e poi ufficialmente al pubblico durante la rassegna di Pebble Beach nell'agosto 2019, è basata sulla Chiron. Pesa 20 kg in meno rispetto alla Chiron e il motore W16 di 8,0 litri sviluppa 100 cavalli in più di quest'ultima, per un totale di 1 600 CV. La velocità di punta è limitata elettronicamente a 380 km/h. Lo 0-100 km/h viene coperto in 2,4 secondi, lo 0-200 in 6,1 secondi e lo 0-300 in 13,1 secondi. 
La vettura è stata totalmente stravolta sia nel telaio che nella carrozzeria, con uno stile a cuneo rispetto a quello più tondeggiante della Chiron. In linea generale la vettura presenta linee più squadrate rispetto alla Chiron, con svariati elementi che richiamano la vecchia EB110 come nel frontale con i fari sottili e la tipica calandra centrale a ferro di cavallo che qui è più piccola, nelle fiancate con la presa d'aria a 5 cerchi posizionata dietro i finestrini che richiamano quelle della EB 110 SS, alettone nero fisso con regolazione meccanica e i fari a LED che richiamano la griglia d'aerazione della EB 110. 
L'unico colore disponibile per la carrozzeria è il bianco. Posteriormente il vano motore è chiuso da un lunotto anziché essere aperto come nella Chiron, questo ha richiesto la creazione di due prese d'aria NACA sul tetto per raffreddare il motore e l'aggiunta di sfoghi d'aria ai lati del lunotto e sotto l'alettone, che ne incrementano anche la deportanza. Gli scarichi sono gemellati, hanno una disposizione verticale e sono posti ai lati di un diffusore centrale. Lateralmente nella parte inferiore sotto le portiere sono presenti prese d'aria che richiamano con profilo inferiore nero quelli della EB110. Il passo è stato accorciato grazie all'integrazione di parte del cambio all'interno del motore. Il prezzo è di 8 milioni di euro, con la produzione limitata a 10 esemplari.